# 마리안 가보리크
마리안 가보리크(슬로바키아어: Marián Gáborík, 슬로바키아어 발음: [ˈmarijaːŋ ˈɡaːbɔriːk], 1982년 2월 14일~)는 슬로바키아의 은퇴한 아이스하키 선수로 포지션은 레프트윙이다. 슬로바키아 엑스트라리가의 두클라 트렌친에서 선수 생활을 시작했으며, 2시즌 동안 활동했다. 이후 2000년 NHL 드래프트에서 전체 3위로 미네소타 와일드의 지명을 받으며 2022년에 각각 1, 2위로 지명된 유라이 슬라프코우스키와 시몬 네메츠 이전에 내셔널 하키 리그(NHL)에 진출한 슬로바키아 선수 중 가장 높은 드래프트 지명 순위를 지닌 선수가 되었다.
2009년에 뉴욕 레인저스로 이적하기 전까지 미네소타에서 8시즌을 활약하면서 팀내 역대 최다 득점자가 되었다. 이후 NHL의 콜럼버스 블루재키츠, 로스앤젤레스 킹스, 오타와 세너터스에서 뛰었다. 2014년에는 로스앤젤레스 킹스 소속으로 뉴욕 레인저스를 꺾고 스탠리 컵 우승을 차지했다.
국제 대회에서는 슬로바키아 아이스하키 국가대표팀 소속으로 뛰었으며, 올림픽에 2번, 세계 아이스하키 선수권 대회에 6번 출전했다.

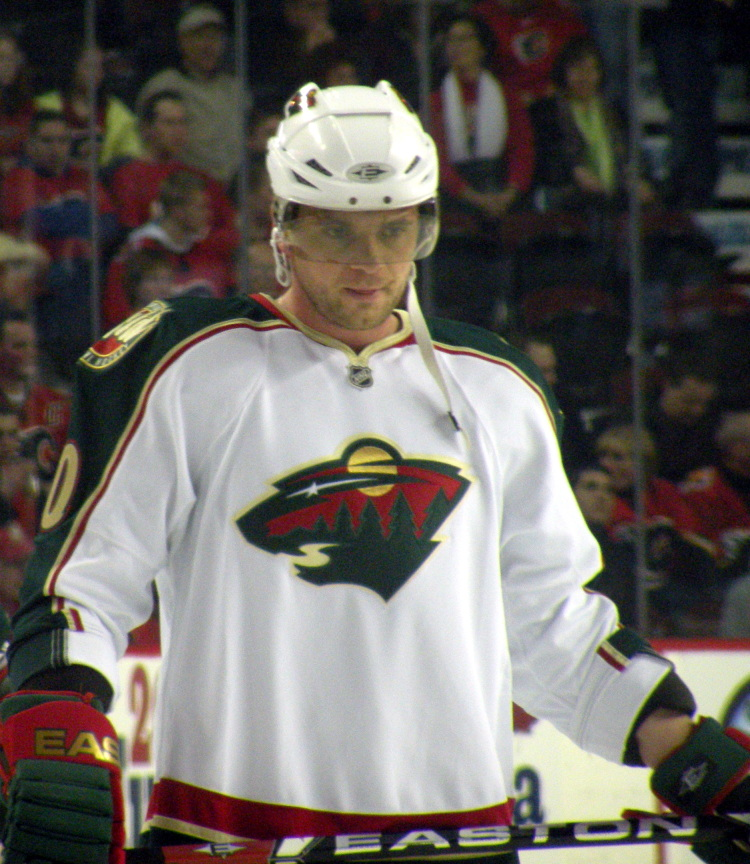
2009년 미네소타 와일드 소속 시절의 가보리크

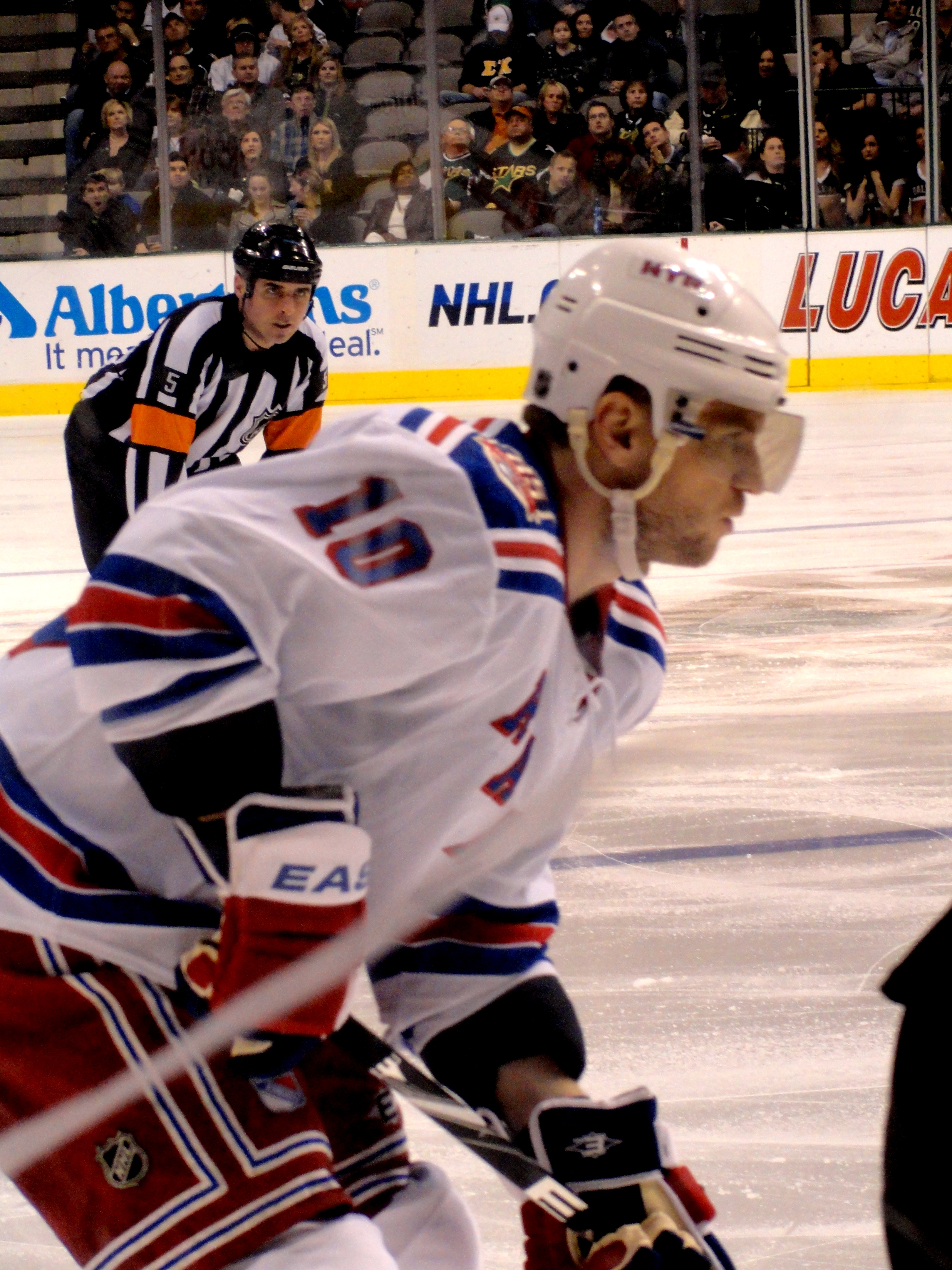
2011년 뉴욕 레인저스 소속 당시의 가보리크

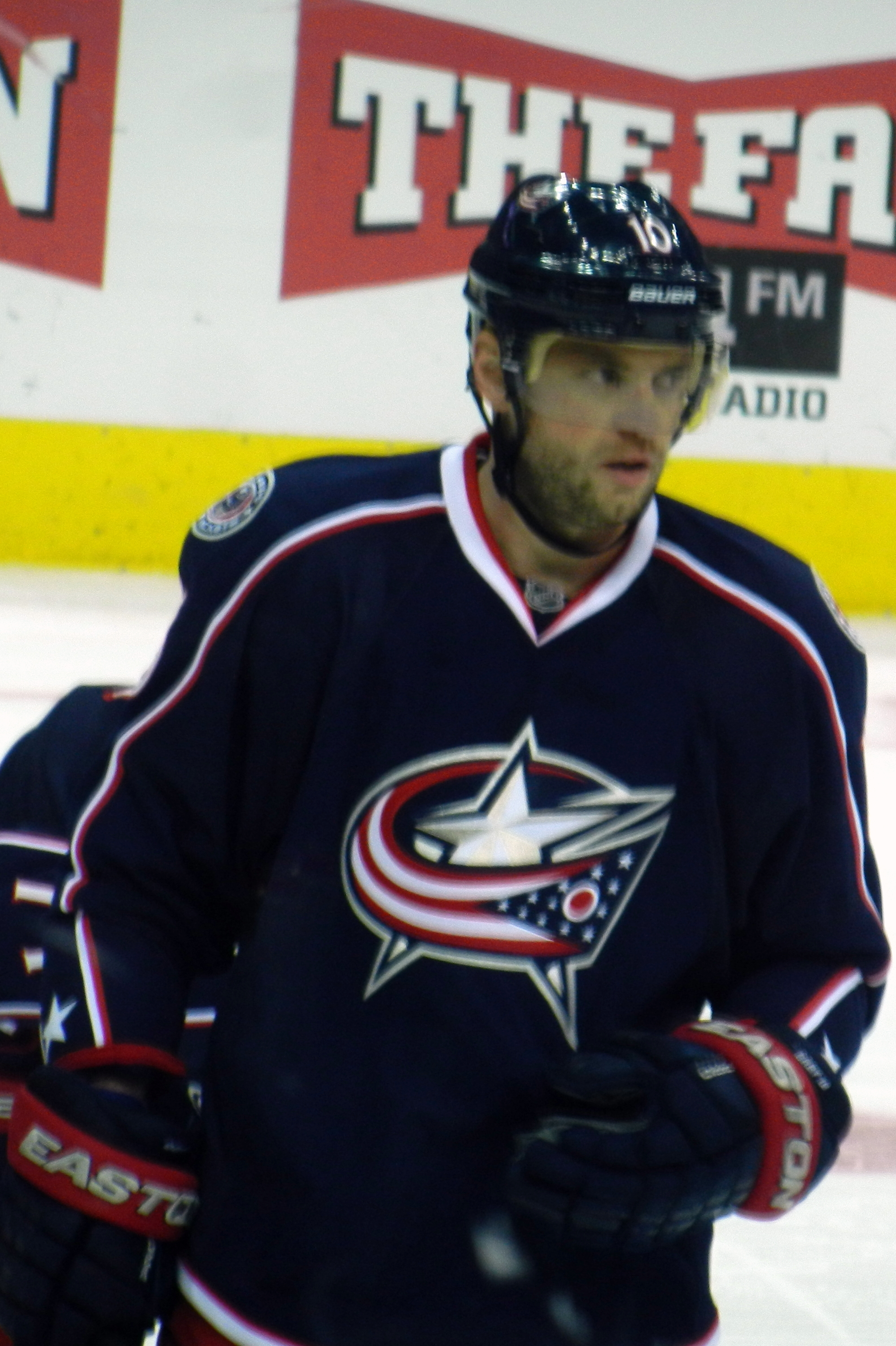
2013년 콜럼버스 블루재키츠 소속 당시의 가보리크

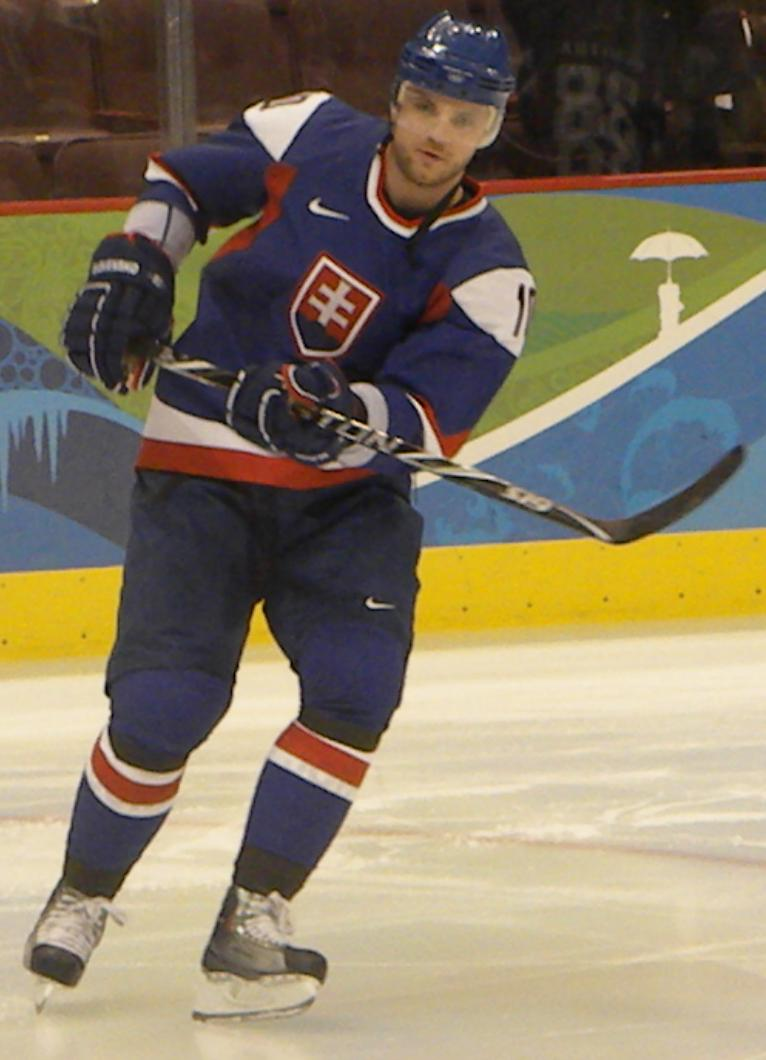
2010년 동계 올림픽 체코전 당시의 가보리크